# Freebooter’s Fate
Freebooter's Fate (engl. für Schicksal des Freibeuters) ist ein seit 2010 herausgegebenes, deutsches Tabletop-Spiel von Freebooter Miniatures im 30 mm Maßstab. Das Spiel vereint Elemente aus dem Abenteuer- und dem Fantasy-Genre, ist ein Skirmish-System und spielt auf einer fiktiven exotischen Inselgruppe, deren Hauptinsel Leonora heißt.

## Spielmechaniken

### Grundspiel
Das Spiel setzt auf Charakterkarten, auf denen die Attribute der einzelnen Miniaturen angegeben werden. Zusätzlich werden auf den Karten Verwundungen und die Lebenspunkte der Charaktere dokumentiert. Das Spiel funktioniert ohne Würfel und setzt im Spiel grundsätzlich auf 3 Kartensets. Mit einem Kartenset wird das Treffen im Kampf simuliert. Ein weiteres Kartenset enthält Karten mit den Werten 1 bis 10 und eine Verteilung besonderer Symbole. Die Verteilung der Zahlen ähnelt der Gauß-Verteilung. Diese Kartenset wird für die Ermittlung von Schaden, Proben auf Attribute, Ermittlung der Initiative oder ähnliches genutzt. Das 3. Kartenset bringt zufällige Ereignisse ins Spiel. Neben diesen gibt es weitere Kartensets für Ausrüstung, Nebenmissionen, Loas oder eine Kampagne.
Dabei wird insbesondere das Trefferkartenset als Alleinstellungsmerkmal betrachtet. Bei Spieler haben dazu jeweils 6 Trefferzonenkarten und wählen welche Trefferzone sie angreifen oder verteidigen wollen. Dieses System ist daher nicht zufällig, wie es Würfel wären, kostet aber mehr Zeit als Würfelwürfe. Ein guter Spieler kann durch das Beobachten des anderen Spielers erahnen, mit welcher Strategie der Gegner spielt. Er achtet auf das Spielverhalten und versucht zu Erahnen, welche Karten sein Mitspieler wählen wird.
Ein weiterer spieltaktischer Regelmechanismus ist, dass die Bewegung und Ausrichtung der Miniaturen Einfluss auf das Spiel hat. so können Charaktere z. B. Vorteile durch Deckung oder Nachteile durch Angriffe in den Rücken bekommen.
Besondere Regelmechaniken gibt es für die Anrufung von Geistwesen, in der Welt von Freebooter's Fate Loas genannt, und für die Schatten-Mannschaft.
Das Zusammenstellen einer Mannschaft erfolgt über sogenannte Dublonen. Jedem Charakter, jeder zusätzlichen Ausrüstung oder jedem Loa wird vom Herausgeber ein Wert in Dublonen zugeordnet. Dieser Wert simuliert den Wert des Charakters im Spiel. Vor dem Spiel wird zwischen den Spielern eine Spielgröße in Dublonen vereinbart, wobei Freebooter Miniatures 500 Dublonen als Standardgröße vorschlägt. Die Summe aller Dublonen-Werte einen Mannschaft darf den vereinbarten Wert nicht überschreiten. Neben diesen Spielregeln gibt es weitere Vorgaben für die Zusammenstellung der Mannschaften. So darf jede Mannschaft z. B. nur einen Anführer enthalten.
Mit der Erweiterung Raging Rivers wurden 2016 Regeln für Boote hinzugefügt und später auch in das Regelbuch der 2. Edition übernommen.

### Spielvariante Iron Ball
2017 erschien für Freebooter's Fate eine Erweiterung für eine Sportsimulation. In dieser Erweiterung spielen die Mannschaften eine Art Völkerball. 2020 wurden auf der Homepage des Herstellers die aktualisierten Regeln Ironball 2.0 als Download veröffentlicht.

### Spielvariante Freebooter's Fate Battles
2015 wurde eine Spielvariante für größere Spiele namens Freebooter's Fate Battles herausgebracht. Diese Spielvariante wurde nicht in die 2. Edition übernommen.

## Hintergrund
Freebooter's Fate spiel auf einer fiktiven, exotischen Inselgruppe mit der Hauptinsel Leonora. Diese Inselgruppe liegt auf einer Schifffahrtsroute von der alten in die neue Welt. Eines Tages wurden neue Insel mit einer kürzen Route entdeckt und die Inselgruppe verlor an Bedeutung. Später wurde auf der Insel Gold gefunden, was sie wieder mehr in den Fokus rückt. Die Hauptstadt ist Puerto Alto, von den Piraten auch Longfall genannt. Die Stadt war zu Beginn in der Hand des Imperiums, bis die Piraten die Vorherrschaft über die Stadt gewannen. Als die Imperiale Armada Verstärkung aus dem Imperium erhielt, konnte sie einen Teil der Stadt zurückerobern, sodass die Stadt aktuell geteilt ist. Außerdem gibt es ein Stadtviertel mit einfachen Hütten in der Nähe der Sümpfe, das von den Goblinpiraten gehalten wird.
Die folgenden Fraktionen sind bisher für Freebooter's Fate erschienen:

### Amazonen
Die Amazonen sind eine reine Frauen-Fraktion und kommen von einer noch unbekannten Heimatinsel. Die Amazonen hatten Tempel auf Leonora, die durch die anderen Fraktionen entweiht wurden. Daher haben die Amazonen entschieden eine Expedition nach Leonora zu senden. Im Gegensatz zu den antiken Amazonen ist der Hintergrund angelehnt an die Maya und Azteken. Die Amazonen sind eher dem Dschungel verbunden, haben viele Waldläufer und Dschungelkriegerinnen in ihren Reihen und nutzen keine Schwarzpulverwaffen.

### Bruderschaft
Die Bruderschaft lebt im Verborgenen unter dem Adel und den Bürgern Puerto Altos. Sie streben nach Gerechtigkeit und Stabilität im Puerto Alto und haben teilweise auch hohen Positionen in der Verwaltung und Politik. Sie sind spieltechnisch an Meuchelmörder angelehnt, haben wenig Schwarzpulverwaffen, nutzen dafür aber Gift, Hinterhalte und sind nahkampfstark. Die Bruderschaft besteht aus hochtrainierten Spezialisten und bringt dadurch weniger Modelle auf das Spielfeld als viele andere Fraktionen.

### Debonn
Die Fraktion aus Debonn kommen von einem offiziell souveränen Protektorat des Imperiums. Regelmäßig kommt es in Debonn zu Revolutionen und Aufständen, an deren Ende das benachbarte Imperium eine vorübergehende Invasion startet. Die Debonn auf Leonora sind geflohene politische Gefangen oder Teil einer Exilregierung. Die Debonn haben viele günstige Truppen und sind die einzige Fraktion, die in einer Art Gefechtsformation kämpft. Hintergrundtechnisch sind die Debonn an Frankreich zur Zeit der Musketiere angelehnt.

### Goblinpiraten
Die Goblinpiraten sind ehemalige Sklaven, die sich befreit haben. Dabei ähneln sie klassischen Fantasy-Goblins, haben jedoch Schwarzpulverwaffen. Vereinzelt findet man auch Orks unter ihnen. Spieltechnisch zeichnen sich die Goblins dadurch aus, dass sie geringe Moral haben und in großer Anzahl auf das Spielfeld geführt werden können.

### Imperiale Armada
Die Reste der Imperialen Armada versuchen die Ordnung auf der Insel aufrechtzuerhalten. Die Imperiale Armada ist im Hintergrund von Freebooter's Fate das, was einer regulären Streitkraft am nächsten kommt und die Soldaten sind stolz und standhaft. Dabei wird das Imperium aber von dekadentem Adel geführt, hat in der Vergangenheit andere Gebiete erobert und im großen Imperium werden Goblins als Sklaven gehalten, sodass das Imperium teilweise auch als Besatzungsmacht wahrgenommen wird. Um den Loas entgegenzutreten, hat das Imperium Cazadore, die eine Art Inquisition darstellen. Spieltechnisch zeichnet sich die Imperiale Armada durch viele Schwarzpulverwaffen und hohe Moral aus. Außerdem können auch die Offiziere Befehle geben.
Hintergrundtechnisch ist die Imperiale Armada an die Spanische Armada zu Zeiten des Kolonialismus angelehnt.

### Kult
Der Kult hat sich im Untergrund gebildet und betet die Loas an. Im Imperium wird er verfolgt, aber auf Leonora ist das Imperium geschwächt und so hofft der Kult wieder zu alter Stärke zu gelangen. Der Hintergrund des Kult ist angelehnt an den Voodoo-Kult. Spieltechnisch ist es die Fraktion, die am besten Loas anrufen kann und außerdem eine Art Zombie, in Freebooter's Fate Sansame genannt, auf das Schlachtfeld führen kann. Der Kult wird von den imperialen Cazadore gejagt.

### Ost-Leonorische Handelsgesellschaft
Die Ost-Leonorische Handelsgesellschaft (OLHG) ist eine Söldnerarmee. Dabei ist die OLHG keiner Seite verpflichtet und trachtet nur nach dem größten finanziellen Gewinn und versucht aus dem Konflikt in Puerto Alto Kapital zu schlagen. Söldner können grundsätzlich für alle anderen Fraktionen angeheuert werden. Mit der OLHG kann man aber auch eine reine Söldner-Mannschaft spielen.

### Piraten
Die Piraten wollen die Vorherrschaft des Imperiums auf der Inselgruppe brechen und selbst die Kontrolle übernehmen. Die Piratenanführer sind häufig zerstritten und der Hintergrund enthält viele Elemente der glorifizierten Piraten aus dem Abenteuer-Genre. Spieltechnisch sind die Piraten Alleskönner, sind aber in keinem Aspekt herausragend.

### Schatten
Die Schatten waren lange gebannt und strömen nun in das Reich der Lebenden und dürsten nach Rache. Gleichzeitig sind die Schatten die Erzfeinde der Loas. Sie zeichnen sich dadurch aus, dass sie Schattenenergie benötigen, die sie durch verschiedene Ereignisse erhalten können. Dabei werden ausgeschaltete Modelle zu Schemen, die sich mit anderen Schemen zusammen wieder zu Charakteren verschmelzen können.

### Tianyu
Die Tianyu sind die neueste Fraktion in Freebooter’s Fate. Die Tianyu wohnen in der sehr abgelegenen Nation de Ewigen Lichts, sind durch die „Zähne am Ende der Welt“ abgeschnitten und versuchen das Gleichgewicht der Welt zu erhalten. Durch das Erscheinen der Schatten wurde das Gleichgewicht gestört und die Tianyo machen sich auf, um es wieder herzustellen. Von der entsandten Invasionsstreitmacht schaffen es aber nur wenige Schiffe durch die Zähne und kommen in Leonora an. Die Tianyu halten alle anderen Mannschaften für unzivilisiert.

## Auszeichnungen
- RPC Fantasy Award 2011 3. Platz in der Kategorie: Tabletop & Miniaturen für Freebooters Fate Starterset Piraten[4]
- RPC Fantasy Award 2012 3. Platz in der Kategorie: Tabletop & Miniaturen für Deep Jungle[4]
- RPC Fantasy Award 2014 3. Platz in der Kategorie: Tabletop & Miniaturen für Mystic Spirits[4]
- RPC Fantasy Award 2016 1. Platz in der Kategorie: Tabletop & Miniaturen für Tales of Longfall #2[4]

## Bücher und Erweiterungen
Dieser Abschnitt enthält alle Grundregelbücher und Erweiterungsbücher von Freebooter's Fate. Gemäß der Definition von Erweiterung wäre auch jedes Kartenset oder jede Miniatur eine Erweiterung. Diese werden hier aber nicht abgedeckt.

### Freebooter's Fate
- 2010 Regelbuch
- 2011 Deep Jungle (Erweiterung)
- 2013 Mystik Spirits (Erweiterung)
- 2014 Tales of Longfall #1: La Noche de Brujas (Erweiterung)
- 2015 Freebooter's Fate Battles (Spielvariante)
- 2015 Tales of Longfall #2: Corporate Piracy (Erweiterung)
- 2016 Raging Rivers (Erweiterung)
- 2016 Tales of Longfall #3: Big Trouble (Erweiterung)
- 2017 Ironball (Spielvariante)
- 2018 Tales of Longfall #4: Vive la Debonn! (Erweiterung)

### Freebooter's Fate 2.0
- 2019 Regelbuch 2. Edition
- 2019 Die Mannschaften
- 2020 Tales of Longfall #5: Szenarien (Erweiterung)
- 2020 Tales of Longfall #6: Schatten (Erweiterung)
- 2020 Ironball 2.0 (Spielvariante)
- 2021 Tales of Longfall #7: Szenarien 2 (Erweiterung)
- 2021 Die Mannschaften 2 (Erweiterung)
- 2022 Die Kampagne (Erweiterung)
- 2023 Tales of Longfall #8: Insel des Grauens (Erweiterung)
- 2024 Tales of Longfall #9: Tianyu (Erweiterung)

## Unterstützung per App
Für Freebooter's Fate gibt es eine Mobile-App namens Compañero 2.0 und kann über die Website des Herstellers auch als Webversion genutzt werden. Die App kann zum Zusammenstellen der Listen und zur Übersicht der eigenen Sammlung von Miniaturen genutzt werden.
Die erste Version des Compañero wurde 2013 veröffentlicht und 2015 wieder eingestellt. Die erste Version enthielt keine Übersicht der Sammlung, dafür konnte man damit während des Spiels alles dokumentieren, was sonst auf der Charakterkarte dokumentiert wurde.

## Crowdfunding
Das reguläre Sortiment von Freebooter's Fate wird konventionell vorfinanziert. 2013, zum 10-jährigen Firmenjubiläum, wurde erfolgreich eine Indiegogo-Kampagne und 2023, zum 20-jährigen Firmenjubiläum, wurde erfolgreich eine Kickstarter-Kampagnen durchgeführt.

## Rezeption
Mit dem Stand 1. Januar 2025 hat die 1. Edition von Freebooter's Fate auf BoardGameGeek eine Wertung von 8,2 und die 2. Edition eine Wertung von 8,9.